# Чарны-Дунаец
Ча́рны-Дуна́ец (пол. Czarny Dunajec) — город в Польше в Новотаргского повета Малопольского воеводства. Административный центр одноимённой гмины.

## География
Город находится в 100 км от центра воеводства города Краков.

## История
С 1880 по 1934 год Чарны-Дунаец имел статус города. С 1978 по 1995 год село входило в Новосонченское воеводство.

## Достопримечательности
- Еврейское кладбище второй половины XIX века.
- Церковь Пресвятой Троицы
- Бывшая железнодорожная станция 1904 года.

## Известные жители и уроженцы
- Заёнц, Кароль (1913—1965) — польский лыжник.
- Рафач, Юзеф (1890—1944) — польский историк права.